# Salman Susajew

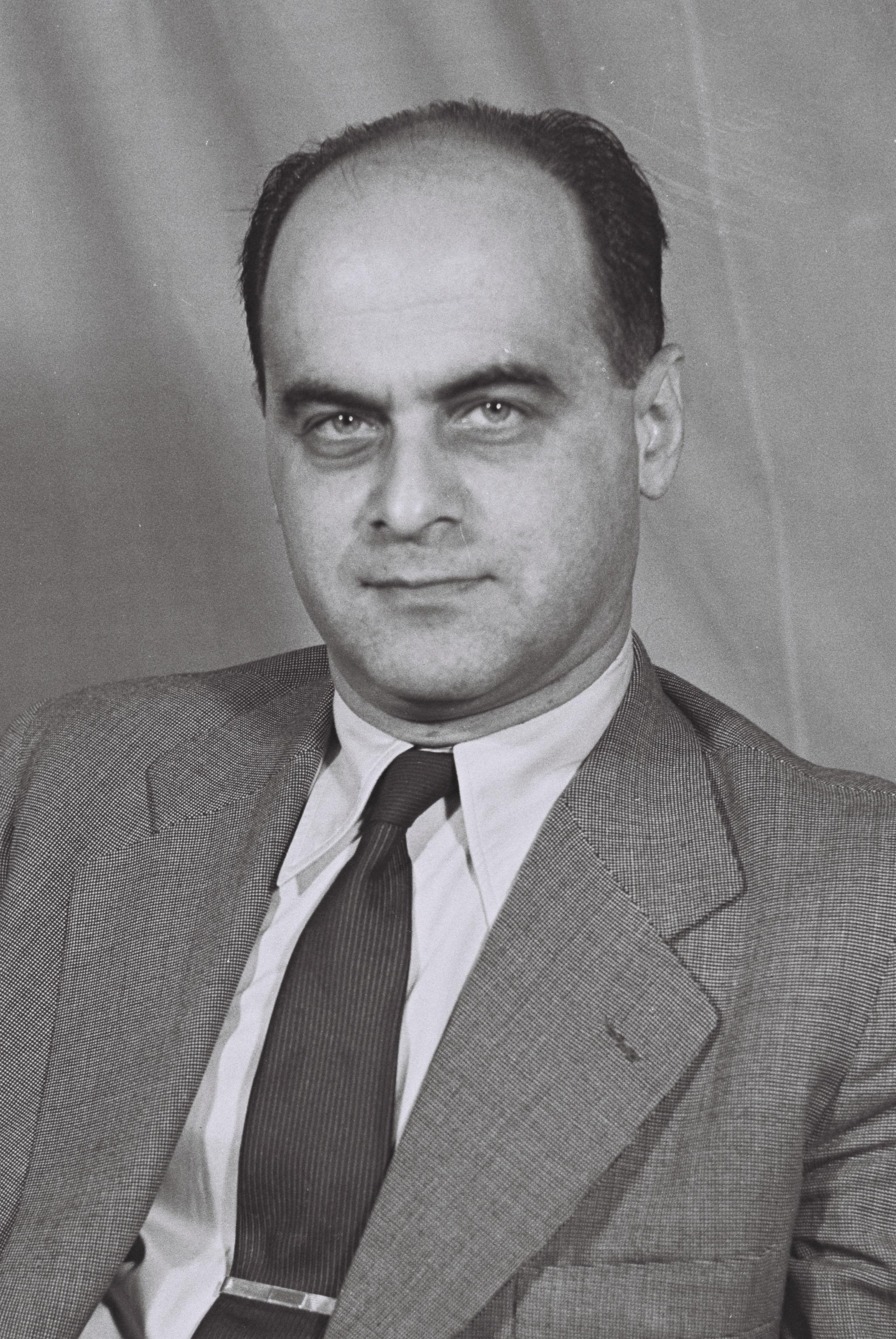
Salman Susajew

Salman Susajew  (hebräisch זַלְמָן סוּזָאיֵּיב‎, * 14. Februar 1911 in Riga, Kaiserreich Russland; † 25. Februar 1981 in Israel) war ein israelischer Politiker, Knessetabgeordneter und Unternehmer.

## Leben
Susajew studierte an der Universität Lettlands in Riga, wo er die jüdische Studentenverbindung Hasmonea leitete. 1935 wanderte er nach Palästina ein, wo er als Geschäftsmann tätig war. Von 1949 bis 1950 war er der Präsident der Israel Association of Importers and Wholesalers, und von 1950 bis 1952 war er der Präsident der Handelskammer von Tel Aviv. Von 1965 bis 1969 war er der Präsident des israelischen Arbeitgeberverbands und wurde im Jahre 1969 Geschäftsführer des Rates für öffentliche Kreditgeber. Nach seinem Tod hinterließ er seine Frau Roli (1915–2002), zwei Töchter und einen Sohn. Begraben wurde er auf dem Nahalat-Yitzhak-Friedhof in Givʿatajim.

## Politiker
Susajew wurde 1951 für die Allgemeinen Zionisten  als Abgeordneter in den Knesset gewählt. Er war vom 15. Juni 1953 bis zum 29. Juni 1955 stellvertretender Minister für Wirtschaft und Handel (2. Legislaturperiode bzw. 4. und 5. Regierung). Vom 15. August 1955 bis zum 30. November 1959 war er im dritten Knesset ein Mitglied des Finanzausschusses des Knesset.